# Dezibelles
Dezibelles (Eigenschreibweise: dezibelles) war ein Schweizer A-cappella-Quartett aus Zürich.

## Geschichte
Dezibelles wurde im September 2009 von vier aktiven Mitgliedern des Jugendchors Zürichs gegründet. Das Ensemble führte A-cappella-Gesang von der Klassik über die internationale Volksmusik bis hin zu Pop und Jazz auf. Es war zu Gast an der Zürcher acapellanight, dem A-cappella-Festival in Rorschach, dem A-cappella-Festival in Pfäffikon oder dem A-cappella-Festival Winterthur.
International erlangte das Vokalquartett erstmals 2015 Bekanntheit, als es nach dem Doppelsieg durch Jury- und Publikumspreis an der Vorentscheidung in Berlin auch am Finale des Jugend-kulturell-Förderpreises in Hamburg einen 1. Jurypreis entgegennehmen konnte. Danach folgten Engagements über die Schweizer Grenzen hinaus bis nach Nordfrankreich. 2018 wurde Dezibelles im Rahmen des Internationalen a-cappella-Wettbewerbes in Leipzig mit dem amarcord-Sonderpreis für die herausragende Interpretation des ohne Mikrofonverstärkung gesungenen Stücks Lueget, vo Berg und Tal ausgezeichnet und 2019 mit dem 1. Jurypreis am „Vocal Champs Contest“ im deutschen Sendenhorst ausgezeichnet. Seit Sommer 2018 war das Quartett in neuer, vollprofessioneller Besetzung unterwegs.
Es folgten der 1. Platz am Vocal Champs Contest 2019, sowie am Solala Contest 2022 und der Gewinn des Publikumpreises am A Cappella Award 2022 in Ulm.
Auf den Sommer 2023 hin löst sich die Gruppe auf.

## Repertoire
Dezibelles sangen ein stilistisch breites Repertoire aus 400 Jahren Musikgeschichte in vorwiegend von Andrea Fischer für die Gruppe verfassten Arrangements. Live-Auftritte wurden sorgfältig inszeniert und durch komödiantische Elemente ergänzt. Genreübergreifende Gesamtkonzeptionen standen dabei im Zentrum. Das Programm signorine delle cime wurde 2013 in mehreren Schweizer SAC-Hütten aufgeführt und für das Programm die thronfolgerinnen wurde eine Schlosstournée realisiert. Ihr Bühnenprogramm „schwerelos“ feierte im Januar 2022 im Theater am Hechtplatz in Zürich Premiere.

## Diskografie
- 2013: sturm & gsang
- 2016: nachtschattenklänge
- 2019: im kerzenschein
- 2020: die thronfolgerinnen